# پروژه آپت

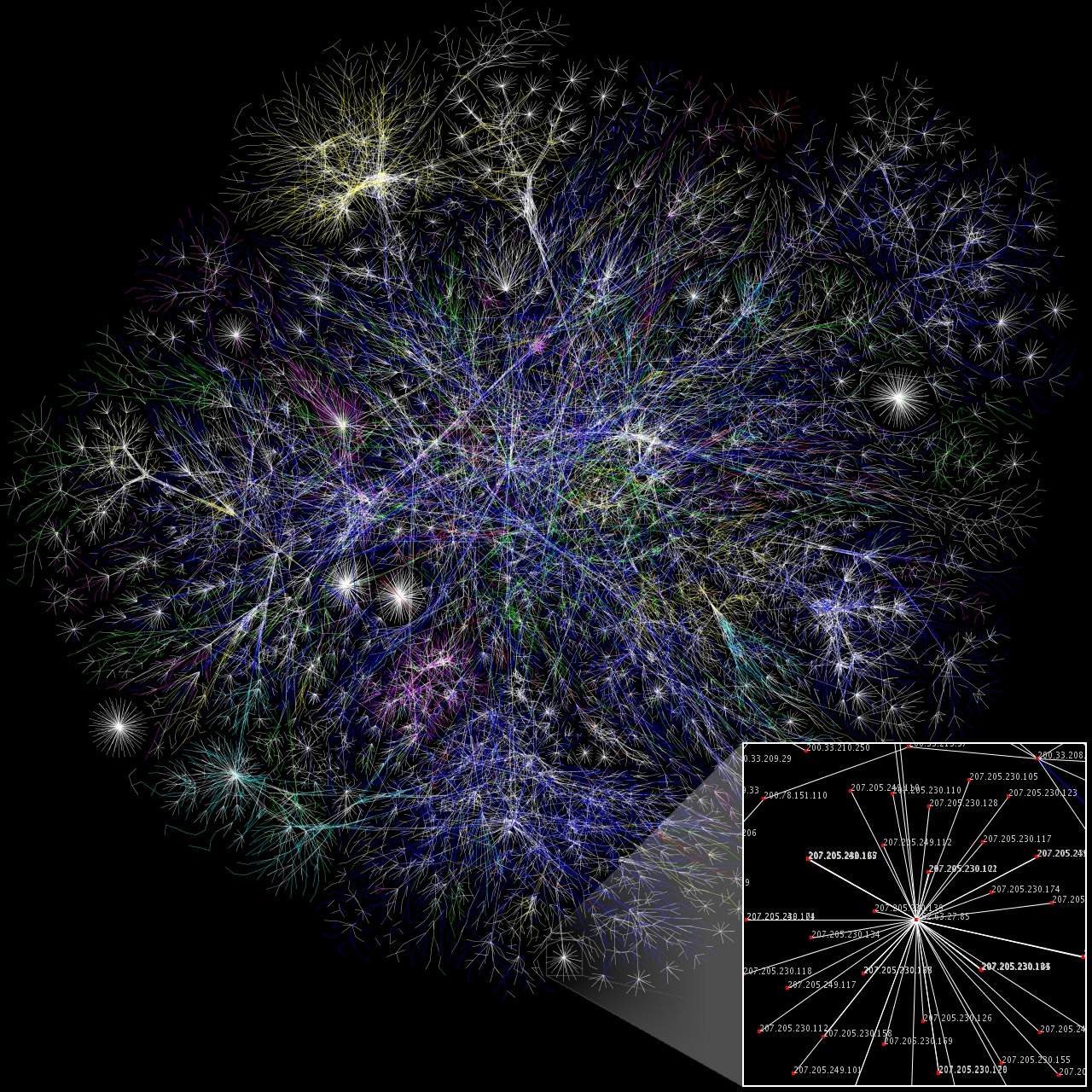
تجسم از پروژه آپت از مسیرهای مختلف از طریق بخشی از اینترنت در سال ۲۰۰۵

پروژه آپت (انگلیسی: Opte Project) که در سال ۲۰۰۳ توسط بارت لیون خلق شد، در تلاش است تا با استفاده از گرافیک‌های تصویری نمایشی دقیق از وسعت اینترنت ایجاد کند. لیون معتقد است که نقشه‌برداری شبکه وی می‌تواند به دانش آموزان در مورد اینترنت کمک کند و در عین حال به عنوان یک سنجه نشان می‌دهد که هم رشد کلی اینترنت و هم مناطق خاصی را که این رشد رخ می‌دهد، نشان می‌دهد.